# Éva Csernoviczki
Éva Csernoviczki (Tatabánya, 16 de outubro de 1986) é uma judoca húngara que conquistou uma medalha de bronze nas Olimpíadas de 2012 na categoria até 48 kg.